# Sliwnica (obwód sofijski)
Sliwnica (bułg. Сливница) – miasto w Bułgarii, w obwodzie sofijskim, siedziba gminy Sliwnica. W 2019 roku liczyło 6982 mieszkańców.